# Samba Ousemane Sow
Pour les articles homonymes, voir Sow.
Samba Ousemane Sow (né le 2 juillet 1964) est un médecin malien qui est directeur général du Centre pour les vaccins en développement et professeur adjoint de médecine à la faculté de médecine de l'Université du Maryland (en). Il est impliqué dans l'effort de santé publique du Mali contre l'Ebola, le COVID-19 et la lèpre. En 2021, il est élu membre international de l'Académie nationale de médecine.

## Enfance et formation
Sow est né à Bamako. Sow obtient une licence en sciences au Lycée Askia-Mohamed. Il rejoint l'École Nationale de Médecine et Pharmacie pour des études de médecine. Il est étudiant de troisième cycle à la London School of Hygiene and Tropical Medicine. 

## Recherche et carrière
Sow a participé à des programmes de santé publique et à la mise au point de vaccins pour la population malienne. Il a été nommé ministre de la Santé et de l'Hygiène publique du Mali en 2017, où il succède à Marie Madeleine Togo. Il était responsable de la réforme du système de santé au Mali. Il a travaillé sur la santé maternelle et infantile. Sow a été le coordinateur de l'essai de terrain multicentrique de l'Organisation mondiale de la santé (OMS) sur la chimiothérapie de la lèpre. Il occupe un poste conjoint à l'Université du Maryland, comté de Baltimore.
Sow a été impliqué dans l'équipe de direction sur le contrôle de la propagation d'Ebola et du COVID-19. En février 2020, Sow a été nommé l'un des envoyés spéciaux de l'Organisation mondiale de la santé sur le COVID-19,. À l'époque, plusieurs pays d'Afrique étaient identifiés comme étant à risque en raison de leur volume élevé de voyages avec la Chine. Il a également été nommé à la commission The Lancet sur le COVID-19.

## Prix et distinctions
En 2000 l'Université d'Aix-Marseille lui décerne le prix Laviron de Médecine tropicale. En 2006 il est Conférencier commémoratif de l'American Society of Tropical Medicine and Hygiene (en). En 2014 il est élu membre honoraire de l'American Society of Tropical Medicine and Hygiene . En 2017 il est décoré Chevalier de la Légion d'honneur. Il est lauréat du prix ROUX 2017 de l'Organisation mondiale de la santé . En 2021 il est élu membre de l'Académie nationale de médecine.